# Tertön
Tertön eller gter ston refererar till en person inom bon och tibetansk buddhism som upptäckt gter ma. Gter ma anses inom dessa två religioner varit antika, men undangömda texter eller föremål som tertönerna sedan upptäcker.
En av de viktigaste tertönerna var Gshen chen klu dga' (uttalat Shenchen Lugah, 996-1035) som anses ha upptäckt stora mängder skrifter. Dessa utgör i dag majoriteten av böns skriftkanon.